# Clinton Jackson
Clinton Jackson (* 20. Mai 1954 in Nashville, Tennessee) ist ein ehemaliger US-amerikanischer Boxer.

## Werdegang

### Amateur
Jackson war viermaliger US-amerikanischer Meister, 1974–76 im Weltergewicht (-67 kg) und 1977 im Halbmittelgewicht (-71 kg). 1974 und 1975 wurde außerdem nordamerikanischer Meister.
Bei den Weltmeisterschaften 1974 gewann Jackson nach Siegen über Mike McCallum, Jamaika, und Zbigniew Kicka, Polen, und einer Finalniederlage gegen Emilio Correa, Kuba, die Silbermedaille. Für diese Niederlage konnte sich Jackson dann bei den Panamerikanischen Spielen 1975 revanchieren, als er Correa im Halbfinale schlug (4:1). Nach einem Finalsieg über Kenneth Bristol, Guyana (5:0), gewann Jackson die Goldmedaille. Bei den Olympischen Spielen 1976 ging er somit als einer der Favoriten ins Rennen und erreichte auch problemlos das Viertelfinale. Hier traf er auf den späteren Silbermedaillengewinner Pedro Gamarro, Venezuela, welchem er mit 3:2 Punktrichterstimmen unterlag.

### Profi
1979 wurde Jackson Profi, erkämpfte sich aber nie solche Erfolge wie zu seiner Amateurzeit. Er verlor gegen jeden wichtigen Gegner, wie z. B. James Shuler, Sumbu Kalambay und Buster Drayton. 1985 beendete Jackson seine Karriere.

### Sonstiges
Jackson arbeitete einige Zeit als Hilfssheriff. 1989 wurde er der Entführung und Erpressung angeklagt und zu einer lebenslangen Haftstrafe verurteilt. Das Ergebnis seiner letzten Bewährungsanhörung 2011 ist nicht bekannt.

## Auszeichnungen
- USOC Athlete of the Year 1975